# Eleições gerais no Paraguai em 2008
As Eleições gerais no Paraguai em 2008 foram realizadas em 20 de abril. O candidato que foi mais bem colocado nas pesquisas foi o ex-bispo Fernando Lugo, da Aliança Patriótica para a Mudança. Os outros que concorrem ao pleito são o ex-comandante do Exército Lino César Oviedo Silva, a governista Blanca Ovelar e o empresário Pedro Fadul.

## Perfis dos candidatos à presidência

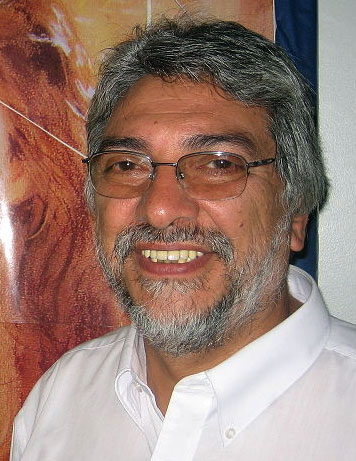
Fernando Lugo

### Fernando Lugo
Ordenou-se sacerdote em 15 de agosto de 1977, e, posteriormente, seguiu para o Equador para trabalhar como missionário, onde foi professor e pároco, além de ter contato e se identificar com a Teologia da Libertação.
Entrou para a política em 29 de março de 2006, quando reuniu 40.000 pessoas, de todas as tendências, para protestar contra o governo de Nicanor Duarte.
No final de 2007, oficializou sua candidatura presidencial, no partido Aliança Patriótica para a Mudança (APC), com o número 6 na cédula eleitoral, o a palavra mais usada em sua campanha foi 'mudança'.
Lugo tem idéias radicais quando o assunto é Itaipu e reforma agrária, dois pontos que afetam o Brasil. Segundo a oposição, ele é amigo do presidente da Venezuela, Hugo Chávez, e já teria ajudado grupos de sequestradores, o que não é confirmado.

### Lino Oviedo
Já foi comandante do Exército, e foi preso por tentativa de golpe, por isso criou um partido justamente para ser candidato nas eleições presidenciais.
Oviedo é tido como um político de linha dura e que tem idéias que ficariam no meio termo entre Blanca Ovelar e Fernando Lugo sobre dois dos temas mais importantes desta eleição: Itaipu e reforma agrária.
Além do golpe, Oviedo foi acusado de mandar matar o ex-vice-presidente Luis María Argaña. Chegou a ser condenado a dez anos de prisão em 1996, mas foi solto com cerca da metade da pena cumprida, já teve também 'status' de exilado no Brasil.

### Blanca Ovelar
Com o número 1 na cédula, Blanca, na bagagem política, carrega o fato de já ter experiência como ministra da Educação e Cultura — no cargo desde abril de 1999.
Governista, ela é a candidata que menos apresenta mudanças com relação ao contrato de Itaipu, e assim alterar pouco a vida dos brasiguaios.

## Resultados da corrida presidencial
Fernando Lugo ganhou as eleições, e acabando com 61 anos de hegemonia do Partido Colorado. Lugo teve 40,5% dos votos, contra 31,0% para Ovelar, segundo a projeção do Tribunal Eleitoral baseada na apuração de 75% das urnas.
| Candidato                           | Partido                                                                 | Votos     | %     |
| ----------------------------------- | ----------------------------------------------------------------------- | --------- | ----- |
| Fernando Lugo                       | Aliança Patriótica para a Mudança (Alianza Patriótica por el Cambio)    | 704.966   | 42,3  |
| Blanca Ovelar                       | Partido Colorado (Asociación Nacional Republicana — Partido Colorado)   | 530.552   | 31,8  |
| Lino Oviedo                         | União Nacional de Cidadãos Éticos (Unión Nacional de Ciudadanos Éticos) | 379.571   | 22,8  |
| Pedro Fadul                         | Movimento Pátria Querida (Partido Patria Querida)                       | 41.004    | 2,5   |
| Sergio Martínez E.                  | Partido Humanista Paraguaio (Partido Humanista Paraguayo)               | 5.852     | 0,4   |
| Horacio Galeano Perrone             | Movimento Tetã Pyahu (Movimiento Tetã Pyahu)                            | 2.788     | 0,1   |
| Julio López                         | Partido dos Trabalhadores (Partido de los Trabajadores)                 | 2.288     | 0,1   |
| Votos válidos                       | Votos válidos                                                           | 1.667.021 | 96,5  |
| Total                               | Total                                                                   | 1,726,906 | 100,0 |
| Fonte: Adam Carr's Election Archive |                                                                         |           |       |

### Situação de Itaipu
O Paraguai vende ao Brasil o excedente de sua parte da energia que não consome a um preço fixado em um acordo de 1973, porém oO ex-bispo disse que vai renegociar a maneira como é vendida essa energia elétrica da represa binacional de Itaipu ao país para estipular "um preço de mercado".
"A energia não está sendo vendida ao Brasil por um preço justo porque é valor de custo e não o de mercado. Ninguém dá energia a preço de custo. A Venezuela não vende seu petróleo a preço de custo. Assim como o Chile não dá o seu cobre e a Bolívia não vende o seu gás a preço de custo".
Lugo alega que os 300 milhões de dólares pagos pelo Brasil anualmente ao Paraguai são irrisórios quando na realidade deveria pagar entre 1,5 a 2 bilhões de dólares, a preço de mercado.

## Resultados do Legislativo
Resultados detalhados do pleito
| Partido Colorado (Asociación Nacional Republicana/Partido Colorado)     | 29 | 15 |
| Partido Liberal Radical Autêntico (Partido Liberal Radical Auténtico)   | 26 | 14 |
| União Nacional de Cidadãos Éticos (Unión Nacional de Ciudadanos Éticos) | 16 | 9  |
| Movimento Pátria Querida (Movimiento Patria Querida)                    | 3  | 4  |
| Aliança Patriótica para a Mudança (Alianza Patriótica para el Cambio)   | 2  | —  |
| Movimento Popular Tekojoja (Movimiento Popular Tekojoja)                | 1  | 1  |
| Partido Democrático Progressista (Partido Democrático Progresista)      | 1  | 1  |
| Aliança Departamental Boquerón (Alianza Departamental Boquerón)         | 1  | —  |
| Partido País Solidário (Partido País Solidario)                         | —  | 1  |
| Desconhecido                                                            | 1  | —  |
| Total (%)                                                               | 80 | 45 |
| Fonte: ABC.com.py, ABC.com.py                                           |    |    |